# Hooven-Owens-Rentschler
Hooven-Owens-Rentschler (HOR) – lekki dwusuwowy, ośmiocylindrowy okrętowy silnik Diesla o mocy 1 318 KM (969 kW). Silnik został skonstruowany przez firmę Hooven-Owens-Rentschler w drugiej połowie lat 30. dwudziestego wieku. Opracowane na podstawie licencyjnego projektu niemieckiego przedsiębiorstwa MAN silniki HOR, były odpowiedzią na potrzebę zapewnienia amerykańskim okrętom lekkiej jednostki energetycznej o dużej mocy.
HOR zapewniał prędkość obrotową 720 RPM. W silniki tego typu zostały wyposażone niektóre amerykańskie okręty podwodne z okresu drugiej wojny światowej. Z uwagi na ich zawodność i awaryjność na żądanie admirała Charlesa Lockwooda, na przełomie lat 1943-1944 w stoczni Mare Island, zostały wymienione na silniki 16-278A firmy Winton Engine Corporation.